# 三上翔子
三上 翔子（みかみ しょうこ、1983年2月18日 - ）は、日本の女優。東京都出身。元名東所属。

## 略歴
2002年にAVデビュー。デビュー当時は企画女優として活躍した。翌年、レズもの作品で大ブレイク。以降、お姉さん系大人気キカタン（企画単体）女優として痴女・レズものを中心に活躍した。
同じ元AV女優であり親友の中野千夏と「イソコウガールズ」というユニットを結成。2人の共演作も多かった。また楠木さやかや立花里子との共演も多かった。
2003年から04年にかけてはピンク映画にも出演し、2003年度のピンク映画新人賞を獲得した。
2004年には、企画女優7人、7つのコーナー、120分のレンタル専門レーベル、うまなみ。のキャンペーンガール、うまなみガールズ、2005年には、企画レーベル、おかず。のキャンペーンガール、おかずっ娘 。（ともにケイ・エム・プロデュース）にも選ばれた。藤森かおり（バンビプロモーション元所属）やはらだはるなとともに活躍した。
2004年からは監督としても活躍し5本のレズもの作品の監督をした。
2005年12月28日、中野千夏と一緒に引退した。監督業も辞めて完全引退。
2007年5月7日 引退後も維持されていたオフィシャル ブログが閉鎖された。

## 人物
生粋の2ちゃんねらーとしても有名であり、イベントでは2ch発の「ちんこ音頭」を歌ったこともある。

## 作品

### アダルトビデオ

#### 発売日不明
- 綺麗なお姉さんに犯されたい (アテナ映像）オムニバス作品
- どこイク 夜の横浜 ベイエリア (アートモデルズ）
- お出かけヘルス横浜曙町編5 [ファイン・ガールズ] (イー・コンプレックス）
- いけない遊び (グローバルステーション）
- クリームスペシャル 家庭教師 お姉さん編 (クリーム(芳友舎））
- おなっ娘2（1） (秘め事倶楽部）オムニバス作品
- えっ脱痴女宣言!!三上翔子はただのスケベです (素人倶楽部）
- お姉さんのランジェリー3 (ステージメディア）
- 悪戯新入社員、翔子
- 若妻の喘ぎ
- 若妻の交尾3 第11巻(VHS） (ジュエル）山口綾子(仮）24歳名義

#### 2002年
- Eternal Lesbian（9月16日、AVS）
- ハッピーアロハ Vol.4（9月20日、バーチャルウェーブ）
- ワイセツ恥女（10月18日、AVS）
- 綺麗なお姉さんに犯されたい すっぽり食べちゃってもいいかしら?（10月21日、AVS）オムニバス作品
- 牡喰い（11月13日、隼エージェンシー）
- I ZI ME 強制プレイに悶える5人の牝女（11月13日、隼エージェンシー）
- LoveSession III（11月18日、AVS）
- やりすぎてごめんね（11月22日、GLAY'z）
- 痴汝魂 4 三上翔子（11月30日、グローリークエスト）
- 女教師レズ緊縛ぶっかけ放尿スパンキング（12月27日、TMA）
- ZUBURI 奥までお願い（11月29日、LEO）
- 濡らして虐めて（12月6日、GLAY'z）
- ジ・コ・マ・ン・4（12月20日、LEO）
- 痴女っ子メグちゃん 2（12月25日、ビッグモーカル）

#### 2003年
- パーティーキャンギャル（1月3日、TMA）オムニバス作品
- 淫らなお姉さんは好きですか 5（1月9日、クリスタル映像）
- BOIN TEACHER×3（1月11日、ゴーゴーズ）
- フェラコレ2003冬（1月15日、隼エージェンシー）他多数出演
- アイドル候補生4名のオ●●コ実技教習（1月28日、ジャパンホームビデオ）オムニバス作品
- Gai's Be（1月28日、芳友舎）
- 女が独りでヌク時。 第11巻（1月30日、U&K）
- 淫乳（2月20日、ラハイナ東海）
- 顔面騎乗 ～顔に跨る女たち～（2月20日、ラハイナ東海）
- WATARUX.TV Girl's Erotica Vol.1（2月24日、noah SPECIAL (V&Rプランニング））
- Mっぽいの、好き?（2月27日(レンタル） / 4月18日(セル）、LEO）
- 私は痴女 羞恥肉林（3月12日、クリスタル映像）
- クリームギャルズスペシャル 3（3月21日、ビデオバンク）
- レズビアンストーリー02 密会（4月3日、アウダースジャパン）
- 女スパイXXX（4月18日、GLAY'z）
- 潮吹き女子校生10連発 2（4月29日、クリスタル映像）
- 着たまま制服FUCK（5月2日、TMA）オムニバス作品
- お姉さんが犯してあげる 23（5月15日、クリスタル映像）
- 秋葉くんな連中（5月23日、God）
- お姉さんがしてあげる（5月23日、レイディックス）
- スーパーGスポット 潮吹き女子校生10連発!!2 3時間スペシャル（5月30日、クリスタル映像）
- 魔性の女 三上翔子（6月13日、aini(ピエロ））
- 清純ナースの秘密診療ファイル（6月13日、メディアステーション）
- 強制露出マニアックス 5（6月13日、God）
- レズビアンナイト（6月21日、ビデオバンク）レンタル作品「Girls Girls Girls」のセルDVD化作品
- 姫君監禁 くノ一地獄歌（6月20日、笠倉出版社）
- Fetish Lesbian（6月30日、ドリームクリエイト）※翔子として出演
- 美人レズ～浴衣の喘ぎ（7月15日、笠倉出版社）
- 雨でもないのに濡れてる二人（7月25日）
- 24人のカリスマアイドル3（7月25日、ケイ・エム・プロデュース）他23名出演
- 穴GII 穴あきGパン 2（7月25日、アロマ企画）オムニバス作品
- Stylish Venus 03（7月29日、メディアステーション）
- 牝犬調教（8月1日、ゼロコーポレーション）
- レディーラヴァーズ（8月1日、ゼロコーポレーション）
- Nice Body Gals 8（8月9日、クリスタル映像）オムニバス作品
- 筆下ろし最高峰（8月10日、ホットエンターテイメント）
- 痴女優コレクション オナニー編（8月22日、笠倉出版社）オムニバス作品
- 4Pレズ×ペニバンFUCK（8月25日、ラハイナ東海）
- 耳鼻科の女（8月29日、アロマ企画）オムニバス作品
- マン土手・顔騎オナニー（8月29日、アロマ企画）
- DENIM 2（9月3日、ドリームチケット）
- ERO FILE～性癖（9月5日、タカラ映像）
- M女志願 ～真性M女優の肉体奉仕～（9月6日、グローリークエスト）
- 女医と看護婦の痴女集団に異常な治療をされてみませんか?（9月10日、ドグマ）
- Nice Body Gals 8（9月14日、クリスタル映像）
- キスとヨダレとアナル舐め、おまけにフェラと手コキ責め。（9月18日、ワープエンタテインメント）
- 女金融取立て屋! 涙のレズ返済!（9月19日、ディープス）
- 私は痴女 4時間DX 4（9月26日、クリスタル映像）オムニバス作品
- BODY DOLL（9月27日、メディアバンク）オムニバス作品
- 舐めまわし痴女vol.1（10月1日、MOODYZ）
- 発情（10月3日、タカラ映像）オムニバス作品
- R*Queen 03 [スタイル抜群の変態]（10月3日、ドリームチケット）
- 完全中出し受精3連発!! 受精ファイル No.11（10月7日、ブリーディングクラブ、(プレステージ））
- 真夏の日蝕～トライアングルレズビアン～（10月13日、プールクラブ）
- 不倫温泉旅行最高ゲーム ～女教師と生徒の父親が湯河原温泉の旅編～（10月15日、ホットエンターテイメント）
- 淫靡レズビアン劇場 百合婦人（10月20日、KUKI）
- 続・レズと母乳と接吻と…（10月24日、アロマ企画）
- 発情OL2 職場で犯して…（10月24日、クリスタル映像）オムニバス作品
- EX-FILE～（10月30日、aini(ピエロ））
- 三上翔子のヤリたかったコト（11月6日、アローンワークス）
- 女子校生痴女 6（11月7日、U&K）
- オナニーパラノイア4（11月10日、ドグマ）
- お姉さん野外羞恥実験（11月13日、イズ・ミー）
- THE 女子校生 先生やめて下さい（11月15日、ホットエンターテイメント）
- 快楽手戯 vol.3（11月19日、白性族）
- 女遊戯　白昼の陵辱（11月25日、アートモデルズ）
- レ・ズ・ビアン 12（11月27日、U&K）
- 極上4時間オナニー（11月28日、イエローボックス）オムニバス作品
- 大変です! 僕をレイプした犯人はとなりのお姉さんでした～（11月30日、メディアステーション）オムニバス作品
- レズキスロマンス ～戸惑い、芽生え、そして愛～（12月1日、MOODYZ）
- 少年A 2（12月4日、ヒビノ）
- レズッチャ3（12月4日、DASH(ハンドメイドビジョン））
- 女子マネージャー（12月4日、ドリームチケット）
- 女ハ男ヲ目デ犯ス。 DX2（12月5日、ワープエンタテインメント）
- 女子高生と隣のオバハン（12月12日、GIGA）
- 仮面セイバー VS 鉄腕DOLLミライダー（12月12日、GIGA）
- ナイスボディお姉さん（12月12日、クリスタル映像）オムニバス作品
- 舐められ倶楽部スーパーDXルーム（12月19日、アロマ企画）
- 痴女優コレクション おしゃぶり編（12月19日、笠倉出版社）オムニバス作品
- 美少女黒魔術師アクアクエメラク（12月26日、GIGA）

#### 2004年
- M的妻（1月7日、グローバルメディアエンタテインメント）
- スーパーレズ決戦（1月8日、ハンドメイドビジョン）
- とろけるカンケイ（1月9日、ワープエンタテインメント）
- 痴女と合コンしませんか? SPECIAL もっとも幸せな童貞の失い方!（1月9日、ドグマ）
- AV演劇に巻き込まれた素人娘（1月20日、ホットエンターテイメント）
- リンチマニア ビンタ編（1月30日、アロマ企画）
- レズビアンストーリー12 愁思（2月6日、アウダースジャパン）
- 宇宙の戦士コスモウーマン Vol.02（2月13日、GIGA）
- 腹パンチ対決 第1巻（2月13日、GIGA）
- レズビアンセレナーデ（2月20日、HRC）
- girls×4 レズビアンショック（2月20日、シャイ企画）
- 淫蜜～シロウト～PRIVETE SEX FILE 2（2月21日、ステージメディア）
- 緊急救命痴女病棟～集団診察編～（3月1日、MOODYZ）
- 緊急救命痴女病棟～個人診察編～（3月1日、MOODYZ）『緊急救命痴女病棟～集団診察編～』出演女優8人によるオムニバス作品
- 第二次 スーパーレズ決戦 インターナショナルバージョン（3月4日、ハンドメイドビジョン）
- 浪漫　～嫉妬と陶酔の快楽～（3月10日、AVS）
- 拘束椅子レズビアン　三上翔子･西村あみ（3月10日、ドグマ）
- 三上翔子の痴女ザーメンマニア（3月14日、ミルキーキャット）
- 有名女優オナニー未公開素材（3月15日、MOODYZ）オムニバス作品
- 筆下ろし合宿 完全版（3月15日、ホットエンターテイメント）
- ムレムレパンスト ランジェリーパラダイス 春菜まい（3月15日、ゼロコーポレーション）
- どすこい（4月1日、MOODYZ）
- 萌えて性春!! 涼華学院 女子テニス部（4月3日、ディープス）
- フリーダム☆オーディション 金蹴り編（4月21日、フリーダム）
- フリーダム☆オーディション 脚責め編（4月21日、フリーダム）
- フリーダム☆オーディション 唾キス編（4月21日、フリーダム）
- スーパーヒロイン激突! EPISODE.01（4月23日、GIGA）
- もしもこんな超高級ソープがあったら…。2（4月23日、うまなみ。）
- もしもこんな痴女がいたら･･･。2（4月23日、うまなみ。）
- DEEP・INSIDE・HOLE3（4月30日、桃太郎映像出版）
- すごいよ!・3 セレブOL編（4月30日、イエローボックス）
- 裏 沢口あすか 完全版（4月30日、ケイ・エム・プロデュース）
- メイキング オブ どすこい（5月1日、MOODYZ）
- おんなのこのオナニー 5（5月3日、ディープス）オムニバス作品
- 実録中出し第八章～痴女編（5月7日、タカラ映像）
- 21世紀オナニーアイテム オナニーサポート 三上翔子（5月10日、ドグマ）
- ベロベロべろんちょ 1（5月14日、ワイルドサイド）
- 三上翔子&小池笑美のマスクの女 6（5月14日、エムズファクトリー(アロマ企画））
- 女デカ 凌辱の罠 3（5月20日、アイエナジー）
- 如月カレン 4時間（5月21日、ケイ・エム・プロデュース）
- 女体拷問（5月25日、GIGA）
- レズビアンフルコース 上原深雪 完全版（5月28日、ケイ・エム・プロデュース）
- お姉さんが犯してあげる 3 18連発!!（5月28日、クリスタル映像）オムニバス作品
- Platinum Ticket 22（6月3日、ドリームチケット）
- eRAW（6月4日、オブテインフューチャー）
- eRAW スペシャルDVD-BOX（6月4日、オブテインフューチャー）
- boy meets Girl（6月18日、HRC）
- 騎女(きじょ） 其の九（6月18日、U&K）
- イカぬならイカせてみようホトトギス 星野桃 完全版（6月18日、ケイ・エム・プロデュース）
- 淫乱極上抜きテク（6月21日、鬼姫）オムニバス作品
- 超本気AVシネマ 女医淫犬影（6月22日、ウエストメディア）
- ぶっとびシンデレラ（6月25日、ケイ・エム・プロデュース）
- ミリプロかくし芸大会（6月25日、ケイ・エム・プロデュース）オムニバス作品
- 巨乳女子大生が癒してあげる（6月25日、うまなみ。）
- 電光戦鬼スターシルバ（6月25日、GIGA）
- オナコン! 人気女優編（6月25日、メディアステーション）
- 露出狂せんずり女（6月25日、アロマ企画）
- 超本気AVシネマ 女医淫犬影（6月29日、ウエストメディア）
- Neo minx スペシャルDVD-BOX　2（7月9日、オブテインフューチャー）
- Neo minx Vol.3（7月9日、オブテインフューチャー）
- 完全征服　競泳水着（7月9日、オブテインフューチャー）
- 拘束椅子レズビアン　森下くるみ･三上翔子（7月10日、ドグマ）
- 女子高生脚責（7月13日、フリーダム）
- 女子高生顔騎（7月13日、フリーダム）
- 女子高生アナル責（7月13日、フリーダム）
- 痴女　三上翔子（7月16日、桃太郎映像出版）
- 真メイドバトルDPG（7月16日、メディアアーツ）
- 僕専用。13号[SHOKO]（7月16日、ゴーゴーズ）
- これが噂の薬漬けレズバージョン（7月22日、ナチュラルハイ）
- シゴいてあげない ～ビキニブリーフ焦らし～（7月23日、アロマ企画）オムニバス作品
- 超高級ソープ4時間スペシャル 3（7月23日、ケイ・エム・プロデュース）うまなみ。作品『もしもこんな超高級ソープがあったら･･･。2』のセルDVD化作品
- 巨乳女子校生狩り（7月23日、うまなみ。）
- 熱風戦隊ツヨレンジャーACT01（8月6日、GIGA）
- HARDCORE LESBIAN 淫乱オマ○コ・濃厚レズ中毒（8月10日、ドリームクリエイト）
- みかみ。（8月19日、ヒビノ）
- イイ女に犯されたい!2（8月20日、うまなみ。）
- PRIVATE STYLE VOL.2（8月20日、笠倉出版社）オムニバス作品
- Hなお姉さんに誘われてDX 4（8月20日、クリスタル映像）オムニバス作品
- コスプレスーパースター 完全版 早坂ひとみ（8月27日、ケイ・エム・プロデュース）
- うまなみプレゼンツ 3 痴女4時間（9月3日、ケイ・エム・プロデュース）うまなみ。作品『もしもこんな痴女がいたら...。2』のセルDVD化作品
- 女子校生 タマヅブシ（9月10日、フリーダム）
- 女子校生 チンシコ（9月10日、フリーダム）
- 女子校生 アシゼメ（9月10日、フリーダム）
- ザ・パーフェクトAV! 美脚アイドル4時間（9月17日、メディアバンク）オムニバス作品
- 淫乱OL発情日記 2（9月17日、うまなみ。）
- 裏・nao.　完全版（9月24日、ケイ・エム・プロデュース）
- 裏・紋舞らん・2 完全版（9月24日、ケイ・エム・プロデュース）
- 三上翔子 with the Bomber Girls（9月29日、ブレイブキング）オムニバス作品
- 美熟女教師（10月7日、アイエナジー）
- 巨乳女子校生4時間スペシャル2（10月8日、ケイ・エム・プロデュース）うまなみ。作品『巨乳女子校生狩り』のセルDVD化作品
- 拘束椅子レズビアンシリーズ 姫咲しゅり・三上翔子（10月10日、ドグマ）
- Lover's Hotel *01（10月15日、ゴーゴーズ）
- 舐め愛レズ（10月21日、ヒビノ）
- 僕だけのアイドル 女子校生 きらら 完全版（10月22日、ケイ・エム・プロデュース）
- 裏・中島京子 完全版（10月22日、ケイ・エム・プロデュース）
- イイ女狩り3（10月22日、うまなみ。）
- 綺麗な秘書Temptation（10月27日、ブレイブキング）オムニバス作品
- 裏・上原深雪 完全版（10月29日、ケイ・エム・プロデュース）
- お姉系…・翔子の秘密（11月12日、桃太郎映像出版）
- 女だらけのLOVEレズKISS（11月15日、MOODYZ）
- 謎のレイプ事件特集（11月19日、aini(ピエロ））オムニバス作品
- もしもこんな痴女がいたら･･･。 3（11月17日、うまなみ。）
- M-1グランプリ（12月3日、ワープエンタテインメント）
- 美人講師の潮吹き講座（12月3日、GLAY'z）
- 三上さん・ひかるんと、こっそりSEX!～気持ちよかった～!～（12月10日、桃太郎映像出版）
- 集団痴女ナース 完全版（12月17日、ケイ・エム・プロデュース）
- レズビアン学園（12月24日、aini(ピエロ））
- 僕だけのアイドル 女子校生 杉浦美由 完全版（12月24日、ケイ・エム・プロデュース）
- イイ女狩り5（12月24日、うまなみ。）
- マスクの女 7 (エムズファクトリー(アロマ企画））

#### 2005年
- 濃厚接吻女学園（1月6日、アウダースジャパン）
- 裏M-1グランプリ（1月8日、ワープエンタテインメント）
- 拘束椅子レズビアン　MiCO・三上翔子（1月10日、ドグマ）
- 三上翔子の絶対競泳水着宣言!!（1月15日、オブテイン・フューチャー）
- 未編集 三上翔子（1月20日、ゼロコーポレーション）
- 森川流 未公開レズ接吻コレクション（1月20日、ハンドメイドビジョン）
- ひとりエッチ＋（1月21日、桃太郎映像出版）オムニバス作品
- フリーダム・ワイルド・ギャルズ ち〇こ観察（1月21日、フリーダム）
- フリーダム・ワイルド・ギャルズ アナル（1月21日、フリーダム）
- フリーダム・ワイルド・ギャルズ 金蹴り（1月21日、フリーダム）
- 美少女探偵団（2月11日、GIGA）
- 三上翔子 with the Bomber Girls act.2（1月27日、ブレイブキング）オムニバス作品
- もしもこんな痴女がいたら･･･。4（1月28日、うまなみ。）
- もしもこんな超高級ソープがあったら･･･。4（2月18日、うまなみ。）
- うまなみプレゼンツ4 女子校生狩り 部活っ娘編（2月18日、ケイ・エム・プロデュース）
- MOODYZファン感謝祭 バコバス夏の陣 2005（3月1日、MOODYZ）
- 裏素人 三上翔子（3月18日、曼茶羅）
- 女が女をレイプするのは最高（3月20日、ホットエンターテイメント）
- 三上翔子のレズビアンストーリー（4月5日、アウダースジャパン）密会と愁思の二本立て
- レズRAVE（4月8日、アタッカーズ）
- バコバスギャル16人の裏のウラ（4月15日、MOODYZ）
- 自画撮り淫語TELセックス（4月15日、アロマ企画）オムニバス作品
- 淫女豹（4月22日、笠倉出版社）
- 健康診断でしよう（4月29日、デジタルバンク）
- MAD CITY GIRL（5月13日、アタッカーズ）
- レズみつ（5月20日、GLAY'z）
- AV女優が真っ裸・お笑いで人を笑わせられるか(仮）（5月25日、ホットエンターテイメント）
- 三姉妹監禁くノ一淫魔伝説（5月25日、笠倉出版社）
- 市原流「折檻」（6月17日、桃太郎映像出版）
- マジ泣きトライアル! ガチンコ十番勝負（6月17日、レアル・ワークス）
- うまなみプレゼンツ6 イイ女狩り 4時間（6月24日、ケイ・エム・プロデュース）
- 牝に犯される女 松島かえで（6月30日、アリスJAPAN）
- 潮吹き講座 金城アンナ（7月8日、GLAY'z）
- うまなみプレゼンツ 7 痴女4時間 2（7月22日、ケイ・エム・プロデュース）…うまなみ。作品『もしもこんな痴女がいたら...。3』のセルDVD化作品
- 淫乱お嬢様 縄責め矯正（8月12日、シネマジック）
- READY TO RUMBLE（8月12日、TMA）
- 超高級ソープ4時間SPECIAL 4（8月19日、ケイ・エム・プロデュース）うまなみ。作品『もしもこんな超高級ソープがあったら･･･。4』のセルDVD化作品
- AV専門学校（8月19日、ネクストイレブン）
- 性器くいこみモザイクなし（9月7日、FIRE）
- 女囚アマゾネス　ひん剥かれた美女軍団（9月27日、マックス・エー）
- キャバクラ・ザ・アフター（10月20日、ネクストイレブン）オムニバス作品
- 超絶頂オマンコ拷問ライブ4時間　nao.（10月21日、レアル・ワークス]
- うまなみ。プレゼンツ12　淫乱OL4時間（11月25日、おかず。(ケイ・エム・プロデュース））うまなみ作品「淫乱OL発情日記2」のセルDVD化作品
- Five Doors of lesbian kiss　初回限定版（12月2日、アウダースジャパン）※三上は初回限定版のみ友情出演）
- うまなみ。プレゼンツ13 イイ女狩り4時間 2（12月16日、おかず。(ケイ・エム・プロデュース））うまなみ。作品『イイ女狩り5』のセルDVD化作品
- 24人のカリスマアイドル 5（12月16日、ケイ・エム・プロデュース）オムニバス作品
- うまなみプレゼンツ12　もしもこんな痴女がいたら…。4時間（12月23日、おかず。(ケイ・エム・プロデュース））うまなみ。作品『もしもこんな痴女がいたら･･･。4』のセルDVD化作品

#### 2006年以降
- 電脳調教（2006年1月7日、アタッカーズ）
- 痴女サミット（2006年2月4日、アキノリ）
- レズサミット（2006年3月4日、アキノリ）※引退作
- 秘密の放課後クラブ～いけないラクロス部～（2006年3月17日、マックス・エー）
- レズの鉄人三上翔子がイカせた女達4時間（2006年4月21日、ケイ・エム・プロデュース）※総集編
- うまなみプレゼンツ19 女子大生 4時間（2006年6月16日、おかず。(ケイ・エム・プロデュース））うまなみ。作品『巨乳女子大生が癒してあげる』のセルDVD化作品
- 裏いじり3時間（2006年7月25日、サイド・ビー制作室）※総集編?
- 史上最強の妹（2006年9月7日、アタッカーズ）
- うまなみ。プレゼンツ22 綺麗なお姉さんに犯されたい!4時間（2006年9月29日、おかず。(ケイ・エム・プロデュース））…うまなみ。作品『イイ女に犯されたい!2』のセルDVD化作品
- DVD Players Game 6ゲーム15時間パック（2006年12月22日、日本メディアサプライ）※総集編
- 真メイドバトルDPG 秋月杏奈・三上翔子（2007年6月22日、メディアアーツ） ※再発

他多数出演

### オリジナルビデオ
- 隠密くノ一忍法帳 餓鬼姉妹（2005年1月24日、TMC）
- 特命秘書 源氏飛鳥（2006年6月7日、ネクスタシー）

他

### ドキュメンタリー作品
- under girl プライドと本音とAV女優（2006年5月27日、VIVAバサラ）[1]

### 監督作品
- 女子高レズ 純愛ロマニスト（2004年8月5日、ハンドメイドビジョン）
- ゲットした素人娘が素人娘をレズナンパ（2005年2月20日、ホットエンターテイメント）
- 接吻旅行（2005年4月15日、ワープエンタテインメント）
- レズ面接（2005年6月16日、ヒビノ）
- レズの罪（2005年9月15日、ドグマ）

## 出演

### ピンク映画
- 巨乳女将の寝乱れ姿（2003年3月1日公開、オーピー映画）
- 拉致ストーカー 監禁SEX漬け（2003年6月21日公開、オーピー映画）
- 妻の妹 いけない欲情（2003年9月5日公開、オーピー映画）
- 愛欲遊戯 狙われた美穴（2003年12月20日公開、オーピー映画）
- 淫欲怪談 美肉ハメしびれ（2004年5月1日公開、オーピー映画）

### ネット配信
- どっちのエロエロショー@NET vol.2（2005年4月9日公開、PORNOGRAPH）

## 書籍
- 脱ぐしか選択肢のなかった私。（2006年6月30日発売、英知出版、ISBN 4-7542-2067-6）